# Сумма-Хотинен
Сумма-Хотинен — укрепрайон, название которого образовано от названия населённого пункта «Сумма» и географической местности «Хотинен»; это был мощный узел обороны на Главной оборонительной линии финнов на Карельском перешейке в годы Советско-финской войны (1939—1940).
Соседний с населённым пунктом Сумма укрепрайон назывался у финнов «Сумма-Ляхде»

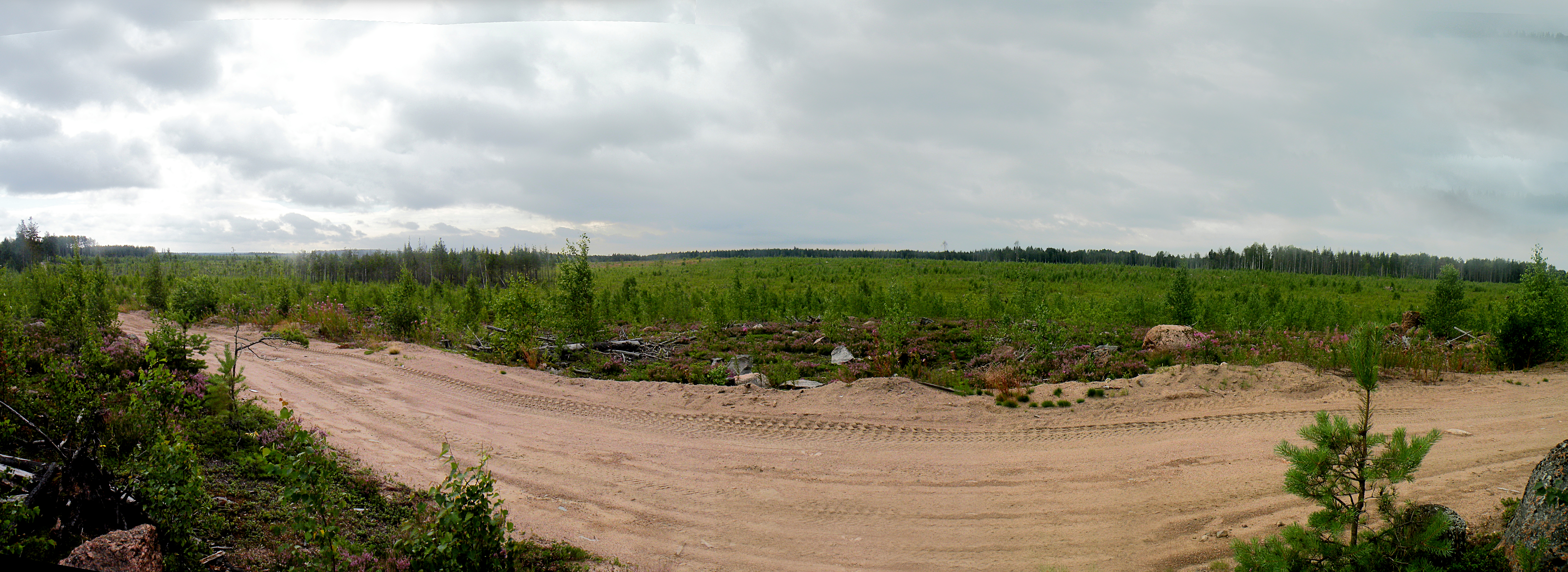
Современный вид территории боёв

Здесь во время Зимней войны 1939—1940 годов происходили кровопролитные сражения, поскольку советским командованием это направление было избрано направлением главного удара. Маннергейм, энергично укреплявший полосу обороны, уверенный в том, что здесь будет направление главного удара Красной армии. Бои закончились прорывом линии обороны на Карельском перешейке именно в этом районе (и, в основном, событиями, происходившими в этом районе, и питались все легенды, связанные с «Линией Маннергейма»).
В настоящее время эта территория частично занята воинской частью в Каменке и полигоном Советской армии.
Ряд дотов был уничтожен финнами во время отступления.
Остававшиеся после войны долговременные финские сооружения были уничтожены подрывом изнутри частично в межвоенный период, и полностью после заключения мирного договора с Финляндией в 1948 году.
Сохранились места захоронений участников боёв как с советской, так и финской стороны.

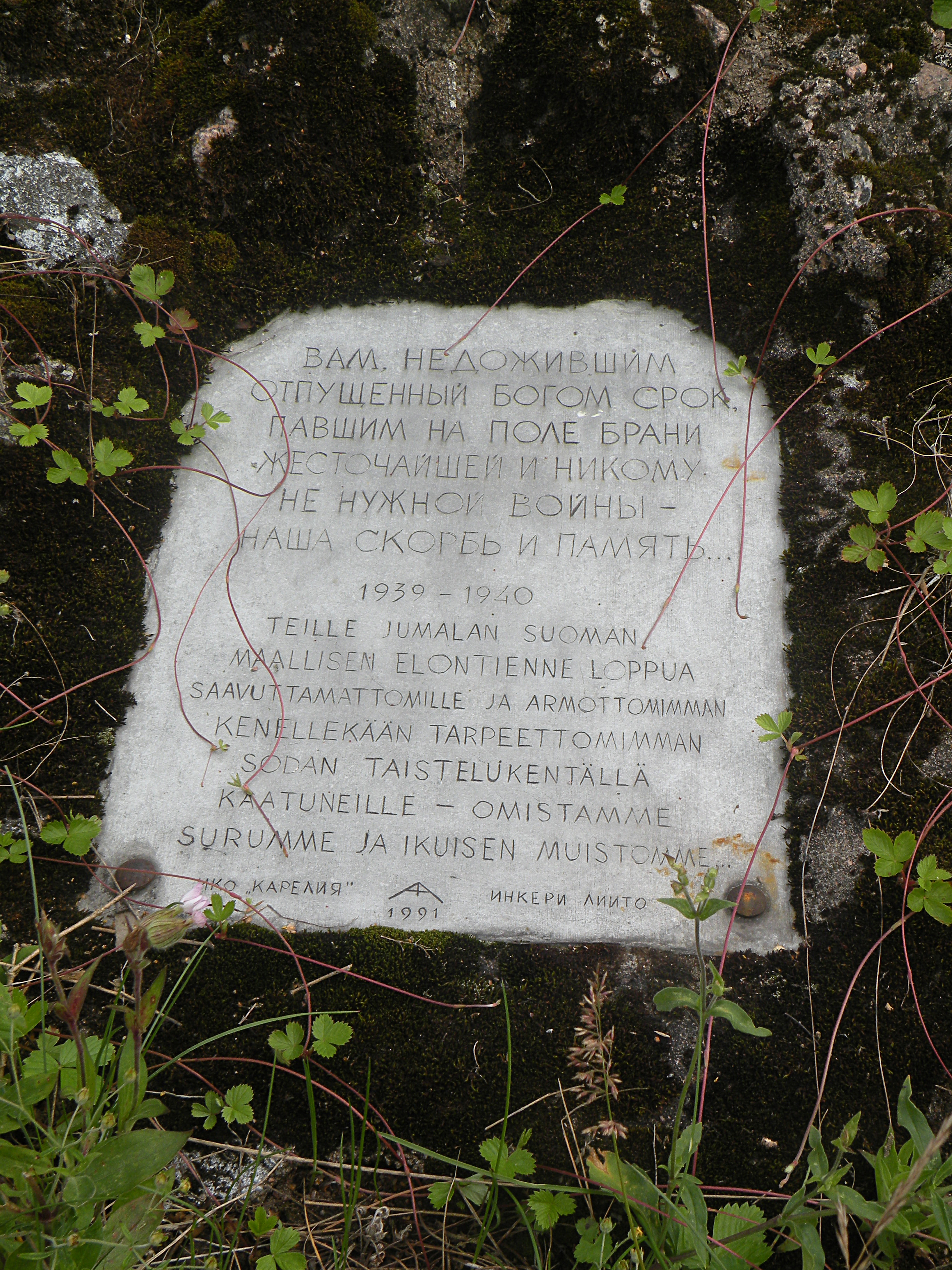
Sk 6. Мемориальная доска в память всем жертвам ненужной войны
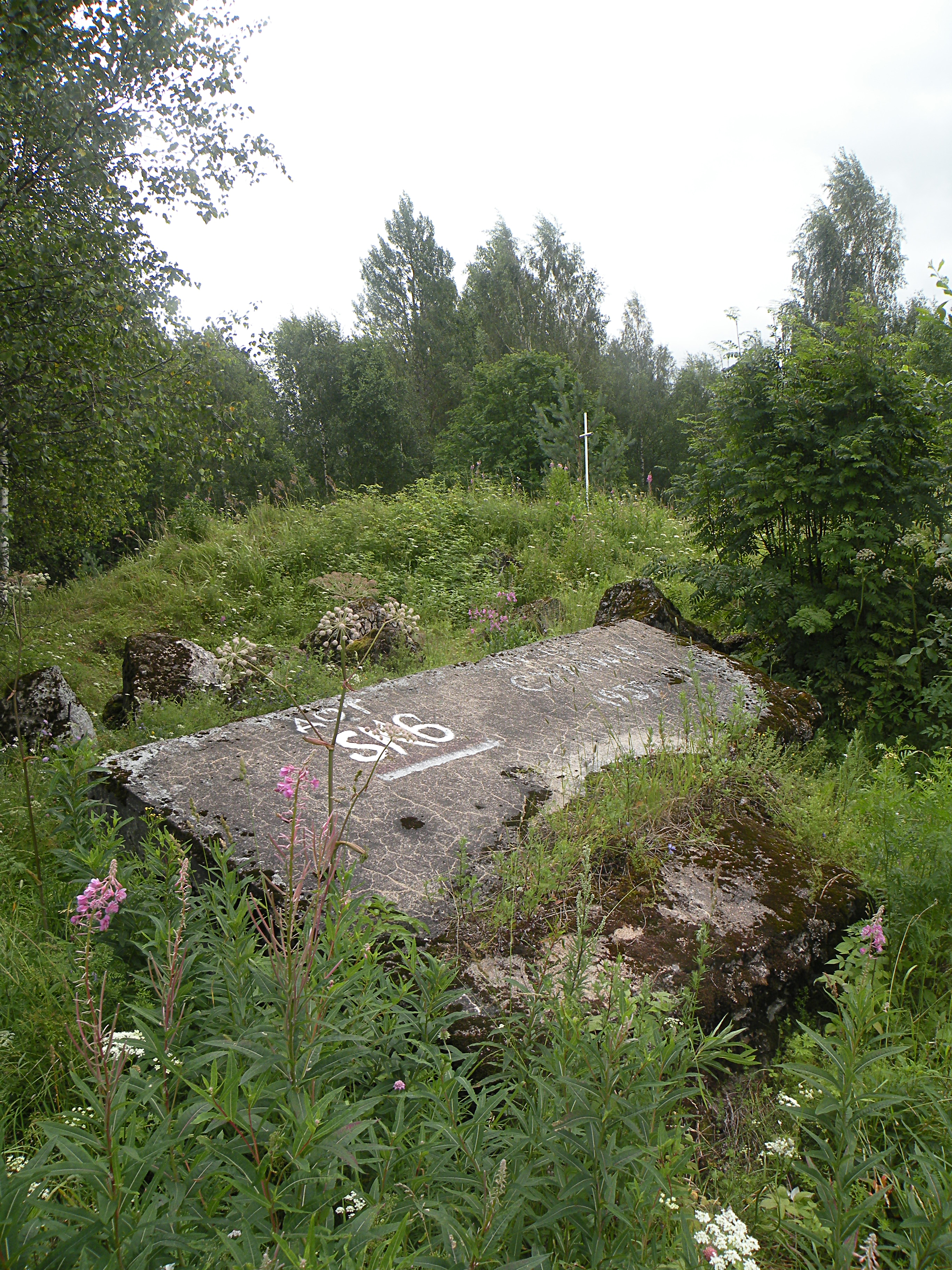
Sk 6. Развалины дота
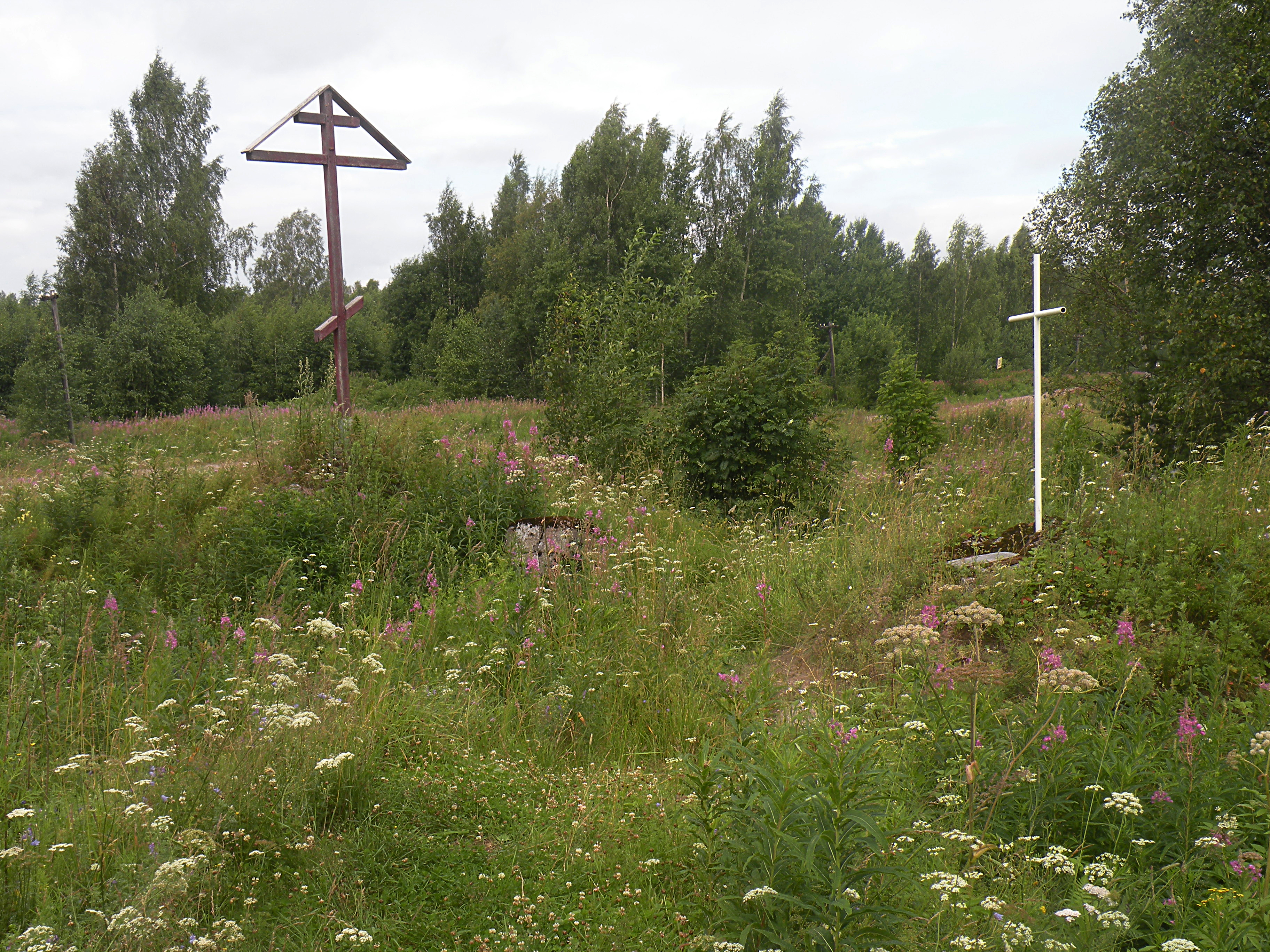
Sk 6. Памятные кресты на развалинах.

## Географическое расположение
Район Сумма-Хотинен перекрывал собой дорогу на Выборг, идущую от Каменки (Бобошино) на станцию Гаврилово, проходящую по дефиле между высотой 65,5 и незамерзающим болотом Кущевским с востока и дорогой до перекрёстка на Дятлово-Выборг — с запада. На севере этого района находилось озеро Желанное. Преимущественное направление движения по этому участку приблизительно совпадает с современной дорогой по полигону и директрисой стрельбы.

## Финские оборонительные сооружения
По мнению Маннергейма, составленному в 1931 году, моренный ландшафт Карельского перешейка, на котором озёра и болота делят местность на относительно легко защищаемые участки, благоприятна для обороны. Но его существенным недостатком является отсутствие скальной основы, что делает его мало пригодным для строительства долговременных оборонительных сооружений.
Строительство оборонительных сооружений на Карельском перешейке к началу войны не было закончено. Одной из причин этого было систематическое недостаточное финансированное оборонных мероприятий, в своей основе вызванное пацифистской ориентацией значительного контингента финского общества, имевшего влиятельных представителей в правящих кругах.
В 1932 году Лига Наций созвала в Женеве конференцию по сокращению вооружений. Советский Союз, ещё не вошедший в эту международную организацию, заявил, что возьмёт на себя обязательства по ограничению своих вооружений и допустит международный контроль, если Финляндия последует его примеру. В августе 1932 года по инициативе СССР был ратифицирован договор о ненападении и мирном разрешении споров.
Председатель социал-демократической партии в парламенте Таннер заявил, что партия считает, что обязательным условием сохранения самостоятельности страны является такой прогресс в увеличении благосостояния народа, при котором каждый гражданин понимает, что это стоит всех затрат на оборону.
В этой обстановке создать систему обороны, сравнимую с уже существующими оборонительными линиями в Европе, оказалось невозможным.
На главной оборонительной линии имелось 22 узла сопротивления, каждый из которых
получал в названии индекс, соответствующий названию близлежащего населённого пункта. Находящиеся в составе узла оборонительные сооружения нумеровались.
Только 4 % ДОТов были у финнов артиллерийскими. Артиллерийских дотов на полосе главного удара у финнов не было. Однако к февралю 1940 г. доты «миллионеры» были снабжены противотанковыми ружьями системы «Бойс».
70 % протяжённости оборонительной линии составляли сооружения «линии Энкеля», созданные из низкокачественного бетона, практически без стальной арматуры и потому они легко крошились под выстрелами танковых пушек. Таково же было качество и противотанковых надолбов, которые просто сдвигались в сторону средними танками Т-28.
Закрытых галерей, объединяющих доты соседних оборонительных узлов не было вообще. Новейшие доты, прозванные за свою стоимость «миллионерами», представляли собой слегка заглубленные в землю изолированные бетонные коробки, способные выдержать артиллерийский обстрел из орудий с калибром вплоть до 152-мм. Общее количество бетонных дотов равнялось 66, из них 44 относились к «линии Энкеля».
Не было у финнов и многоэтажных дотов, а имеющиеся о них сообщения основаны на подмене понятия многоуровневости многоэтажностью. Действительно, финны имели три «миллионника» с помещениями, расположенными рядом, но на двух уровнях. Ещё три дота имели три уровня помещений. Некоторые из них соединялись с жилыми помещениями крытыми галереями с бронированными дверями. Исключением были лишь дот Sk10 и Sj5 , а также каземат у Пагониеми, где помещения были расположены одно над другим. Эти долговременные финские укрепления отличались, например, от дотов 62 Брест-Литовского УРа на «Линии Молотова», где пулемётные и артиллерийские полукапониры размещались на двух этажах. Имевшиеся на вооружении финской армии 57 мм орудия далеко не всегда могли поражать советские танки.
Единственным дотом, имевшим отопление, был дот «Поппиус»- Sj4. Гарнизоны дотов жили в них, а пехотные подразделения, осуществлявшие прикрытие жили в палатках, землянках и блиндажах.
В районе Сумма-Хотинен имелось два узла обороны :Sj и Sk. Наиболее серьёзными дотами первого
из них (насчитывающего 8 железобетонных сооружений) были дот «Поппиус»- Sj4 на высоте 65,5 и дот «Миллионер» Sj5, располагавшиеся по обе стороны лощины между высотой 65,5 с севера, озером Желанным с запада и болотом — с востока.
Соседний второй узел сопротивления в некоторых источниках называют Сумма-Ляхде(Хоттинен). Здесь был расположен четырёхпулемётный «Миллионник», однотипный с Sj5. Но парный к нему дот Sk18 не был достроен. Однако это компенсировалось пристройкой к дотам Sk5 и Sk6 казематов флангового огня «Ле Бурже», со стороны фронта не имевших амбразур. Дополнительной защитой амбразур фланкирующего огня были бетонные стенки, благодаря которым наступающие не видели демаскирующих дот вспышек пулемётных очередей и не могли определить его местоположение.

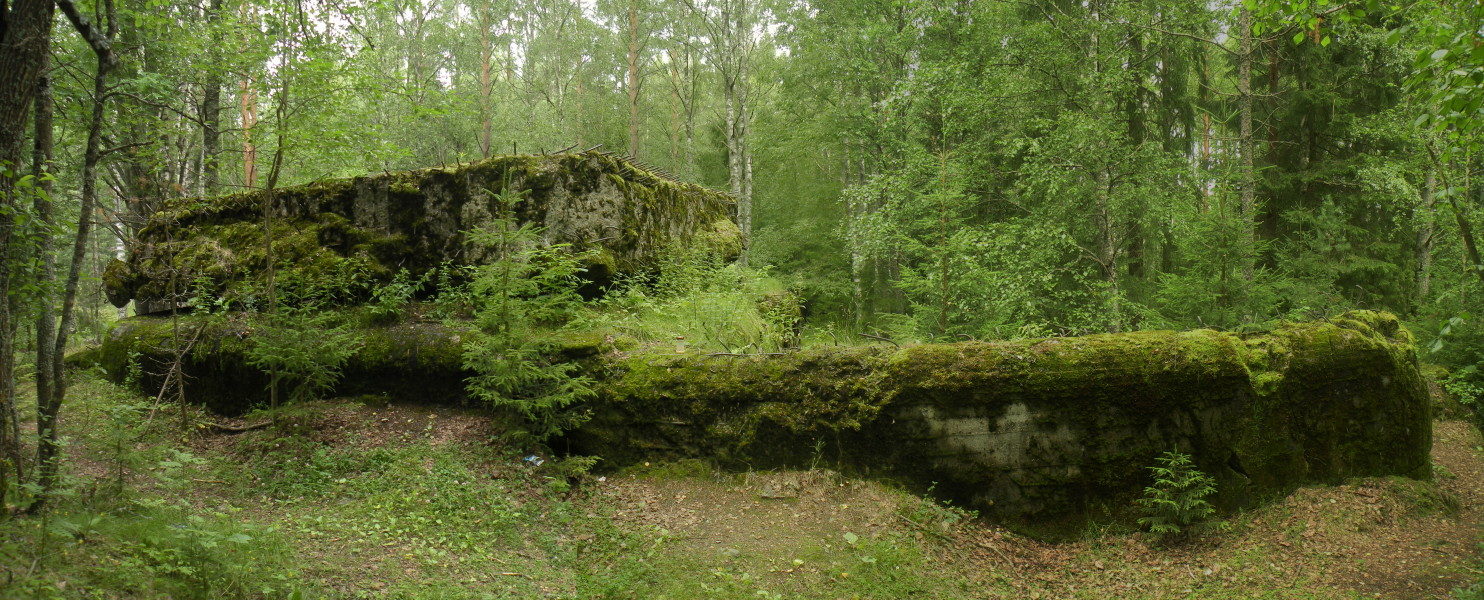
Sk16.Вид с фронта. Видна заброшенная послевоенным взрывом на крышу дота потолочная плита соседнего помещения.
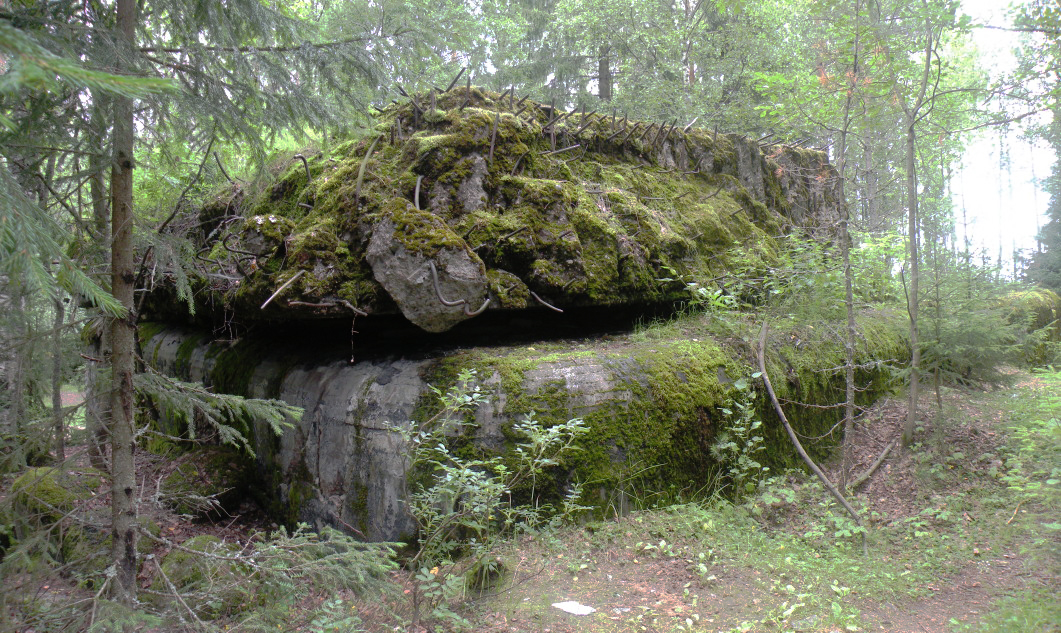
Sk16.Вид с фланга
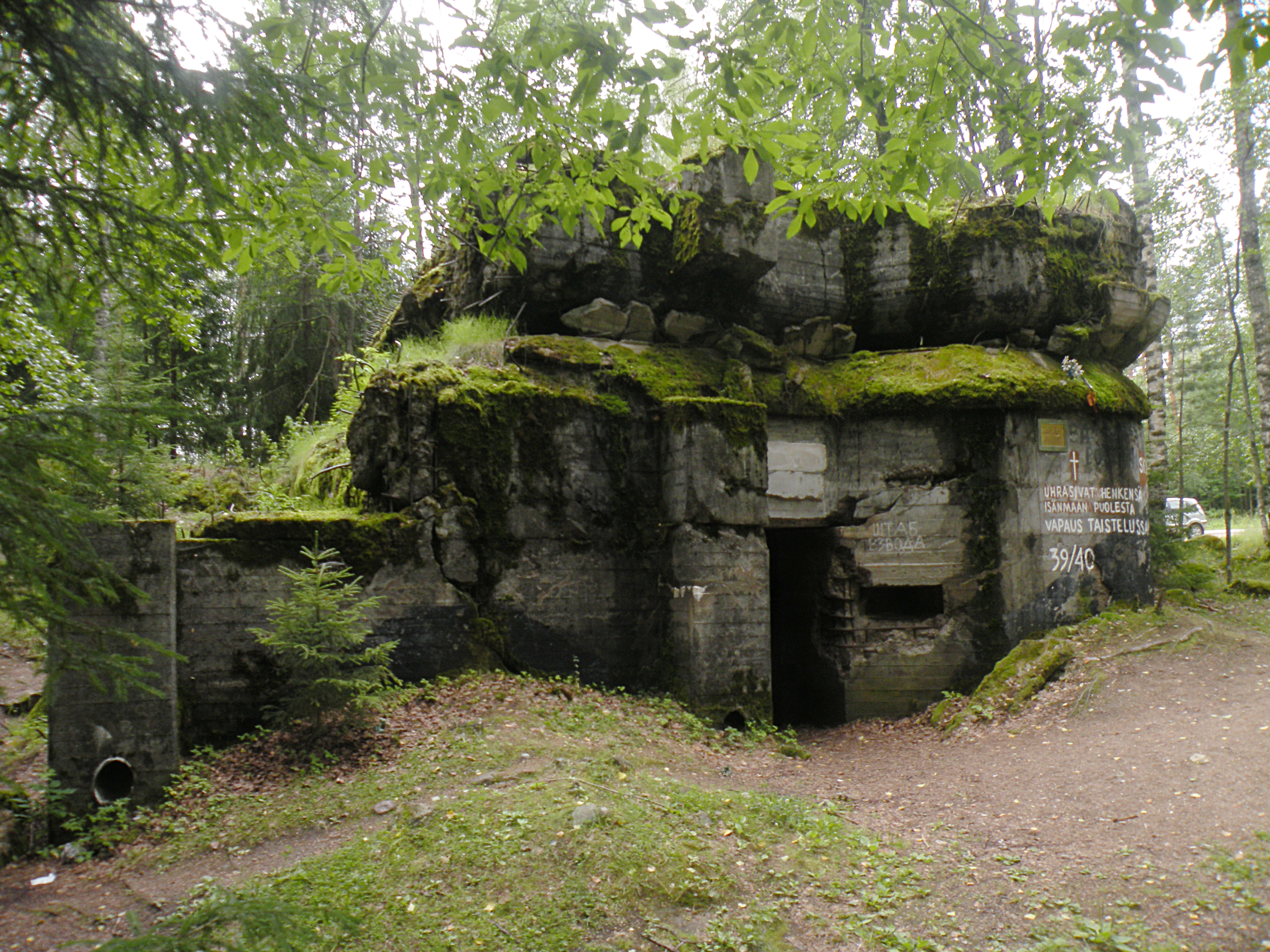
Sk16.Вид с тыла.

## Военные действия 1939 года
6 декабря 7-й полк 24 стрелковой дивизии был неожиданно остановлен огнём из дота, входившего в основную линию. Это стало первым эпизодом боевого контакта с новейшими долговременными укреплениями.
17 декабря командующий Мерецков ещё продолжал сомневаться в наличии в полосе наступления долговременных оборонительных сооружений у финнов, несмотря на то, что бои были уже в разгаре.
По окончании войны на совещании 14-17 апреля маршалом Шапошниковым было сделано признание в том, что о финских бетонных укреплениях на стадии планирования войны имелись лишь отрывочные сведения.
Дот Sj4 «Поппиус» был построен тогда, когда финны ещё придерживались предрассудка о необходимости иметь амбразуру фронтального огня. Поэтому он демаскировал себя и, в конце концов, был вынужден прекратить фронтальный огонь из-за разрушения фронтальной амбразуры обстрелом советской 45 мм пушки 20 декабря. Но его сосед «Миллионер», построенный позже только по типу «Ле Бурже», долго не был обнаружен и оба дота прекратили свою работ лишь после их разрушения совместной работой артиллерии и сапёров.
Дот Sk11 «Пелтола» соседнего укреплённого района Сумма-Ляхде (Хотинен), однотипный c Sj5, имел четыре пулемёта фланкирующего обстрела, но его напарник Sk18 остался не достроен. Тем не менее доты Sk5 и Sk6 имели пристроенные казематы «Ле-Бурже». Именно совместной работой этих дотов была остановлена попытка прорыва с использованием новейших тяжёлых супертанков «КВ», «СМК» и «Т-100»
В середине декабря начался штурм главной оборонительно полосы силами 123-й стрелковой дивизии, усиленной танками. Танки прорывались вперёд, но пулемёты дотов Sj4 и Sj5 отсекали пехоту и многократно повторённая попытка штурма терпела неудачу.
22 декабря окончательно выдохлось наступление Красной Армии на Карельском перешейке .

Затем до февраля наступило затишье.
31 декабря Гитлер заслушал аналитический доклад Генерального штаба, информированного о провале советского наступления на главном направлении, где было высказано мнение «Русская масса не может рассматриваться в качестве серьёзного противника для армии с современным оснащением и лучшим руководством»